# Desidério Hertzka
Desidério Hertzka (Viena, 26 de outubro de 1898 — Data e local de falecimento desconhecidos) foi um treinador e ex-futebolista austro-húngaro, que atuou como atacante.

## Carreira

### Como treinador
Comandou o Olhanense na década de ouro do futebol rubro-negro, conquistando o título de campeão nacional da Segunda Divisão na primeira época do Olhanense.
Foi também o técnico nos dois primeiros anos no escalão principal, regressando mais tarde, em 1946–47.
Era o irmão mais velho de Lippo Hertzka, primeiro treinador campeão nacional do Real Madrid, em 1931–32, ano em que Desidério começou a treinar na Itália.
Apesar de ter sido campeão espanhol invicto, Lippo foi despedido e, depois de passar por Hércules e Recreativo de Granada (atual Granada CF), treinaria os então quatro grandes clubes portugueses – Benfica, Porto, Sporting e Belenenses –, falecendo anos mais tarde em Montemor-o-Novo.
Lippo chegou em Portugal em 1935 para o Benfica, e Desidério teria se estabelecido no Barreiro, Distrito de Setúbal, um ano depois. Os dois irmãos defrontaram-se pela primeira vez em Portugal em 1939, como ressalta o Jornal i:
| “ | (...) Nesse ano, muda completamente de ares. Adopta Portugal como pátria e o Benfica como clube do coração. O irmão Desidério acompanha-o mas estabelece-se no Barreiro. A 5 de fevereiro de 1939, dá-se até um curioso (e inédito) encontro de irmãos na liga portuguesa. No Campo do Rossio, acaba 1–1. Na segunda volta, ganha Lippo por 1–0 (...) | ” |

## Títulos

### Como treinador
Lusitânia de Reguengos
- Campeonato Distrital de Évora (II Divisão): 1937[1]

Olhanense
- Segunda Divisão (experimental): 1940–41